# Мельничук Іван Петрович
Іван Петрович Мельничук (нар. 24 березня 1983, с. Старі Кути, Косівський район, Івано-Франківська область) — український скульптор.

## Біографія
Народився в сім'ї службовців.
З 1990 по 1997 роки навчався у Старокутській загальноосвітній школі I-Ill ступенів. Після закінчення 9-го класу загальноосвітньої школи, у 1997—2000 роках навчався у професійно-технічному училищі № 36 селища Кути.
У 2001—2003 роках займався художнім ковальством.
У 2003 року вступив у Косівський державний інститут прикладного та декоративного мистецтва на спеціальність «Художня кераміка» (заочна форма навчання). Одночасно, як вільний слухач, відвідував скульптурну майстерню викладача цього інституту Андрійканича Івана Васильовича.
Після закінчення другого курсу Косівського інституту, у 2005 році, вступив до Національної академії образотворчого мистецтва і архітектури на відділення скульптури (майстерня Володимира Андрійовича Чепелика).
У 2009 році отримав диплом бакалавра захистом творчої роботи «Думки і серце», присвяченої відомому хірургу Миколі Амосову;
Продовжуючи навчання в академії, у 2011, році отримав диплом спеціаліста захистом роботи «Хресна хода», присвяченої пам'яті загиблих та репресованих у Рівненській області;
У 2011—2014 роках навчався в асистентурі-стажування під керівництвом професора В. А. Чепелика. По закінченні асистентури-стажування захистився скульптурною композицією, присвяченою П. П. Вірському, яку було встановлено у холі приміщення Національного академічного ансамблю танцю імені Павла Вірського.
2015 року був нагороджений медаллю Національної Академії мистецтв України.
Бере участь у Всеукраїнських виставках та конкурсах.
В області скульптури працює як фрилансер, автор і співавтор пам'ятників і меморіальних таблиць, автор ряду творчих робіт.
Член Національної спілки художників України з 2017 року.
Мешкає у Києві.

## Творчі здобутки

### Пам'ятники
- Пам'ятник воїнам Великої Вітчизняної війни (2012, в Оболонському районі міста Києва; співавтори Кирило Фадєєв, Василь Білей)[1];
- Пам'ятник «Захисникам кордонів Вітчизни» (2013, у парку культури та відпочинку «Перемога» в Дніпровському районі міста Києва; співавтор Василь Білей)[2];
- Пам'ятник Т. Г. Шевченку (2014, в селищі Вільшана, Черкаської області)[3];
- Скульптурна композиція Вірський Павло Павлович (2015, для Національного заслуженого академічного ансамблю танцю України в м. Київ).

### Меморіальні таблиці
Автор меморіальних таблиць (усі встановлені у Києві):
- Євгенію Березняку;
- Вячеславу Чорноволу[4];
- Тетяні Яблонській[5];
- Тарасу Шевченку[6];
- Івану Козловському[7];
- Родині Михайла Старицького;
- Андрію Сові[8];
- Юрію Гуляєву[9];
- Борису Гнєденку;
- Івану Гуржію;
- Матвію Вайнрубу.

Галерея робіт (меморіальні, пам'ятні таблиці)
Меморіальна таблиця Вячеславу Чорноволу (вул. Гончара, 33)
Меморіальна таблиця Юрію Гуляєву (вул. Чикаленка, 19а)
Меморіальна таблиця Іванові Козловському (вул. Трьохсвятительська, 8)
Пам'ятна таблиця Тарасові Шевченку (вул. Мала Житомирська, 2)
Меморіальна таблиця Андрію Сові (вул. Чикаленка, 23а)
Меморіальна таблиця Тетяні Яблонській (пров. Мар'яненка, 14)
Меморіальна таблиця Іванові Гуржію (вул. Грушевського, 4)

## Нагороди
- Срібна медаль Національної Академії мистецтв України (за творчі досягнення у царині скульптури).